# Shanghai Dong Hao Lansheng Nuzi Paiqiu Julebu
Lo Shànghǎi Dōng Hào Lánshēng Nǚzǐ Páiqiú Jùlèbù (上海东浩兰生女子排球俱乐部S, Shànghǎi Dōng Hào Lánshēng Nǚzǐ Páiqiú JùlèbùP) è una società pallavolistica cinese con sede a Shanghai, militante nel massimo campionato cinese, la Chinese Volleyball Super League.

## Storia
Lo Shànghǎi Nǚzǐ Páiqiú Duì prende parte al campionato cinese sin dalla sua fondazione nel 1996. Iscritto direttamente alla massima serie, la Volleyball League A, la squadra cinque le prime cinque edizioni dei torneo. Nei campionati 1996-97, 1997-98 e 1999-00 conquista il titolo mettendosi alle spalle lo Jiangsu Nuzi Paiqiu Dui. Nei campionati 1998-99 e 2000-01 supera rispettivamente lo Zhejiang Nuzi Paiqiu Dui ed il Bayi Nuzi Paiqiu Dui. I successi in campionato qualificano il club alla Coppa AVC per club, dove, dopo il terzo posto nell'edizione 1999, conquista il titolo nel 2000 e nel 2001, per poi classificarsi al quarto posto nell'edizione del 2002.
In seguito i risultati del club subiscono un brusco declino, vedendo la squadra lottare per la salvezza dal campionato 2002-03 al campionato 2002-03 al campionato 2005-06. Nelle stagioni 2007-08 e 2010-11 la squadra ritorna sul podio in campionato, classificandosi al terzo posto. Disputa anche altre tre finali scudetto, perdendo nel 2008-09 e nel 2009-10 dal Tianjin Nuzi Paiqiu Dui e nel 2011-12 dal Guangdong Hengda Nuzi Paiqiu Julebu. Nella stagione 2013-14 vengono ingaggiate per la prima volta nella storia del club delle giocatrici straniere, ossia le statunitensi Mary Spicer e Heather Bown e la polacca Kinga Kasprzak, ma nonostante i nuovi acquisti la squadra resta fuori dai play-off scudetto, chiudendo al quinto posto la regular season.
Nel 2014 il club diventa indipendente rispetto alla provincia di Shanghai, diventando quindi professionistico e cambia denominazione in Shanghai Dong Hao Lansheng Nuzi Paiqiu Julebu: per il campionato 2014-15 la squadra viene rinforzata con gli arrivi della croata Senna Ušić e della tedesca Margareta Kozuch, raggiungendo nuovamente la finale scudetto, uscendone però sconfitto. Nel campionato seguente, accanto alla confermata Ušić, arriva la canadese Sarah Pavan, ma il club non va oltre il terzo posto finale.

## Rosa 2015-2016
| N° | Nome         | Ruolo | Data di nascita  | Nazionalità sportiva |
| -- | ------------ | ----- | ---------------- | -------------------- |
| 1  | Wang Weiyi   | L     | 20 giugno 1995   | Cina                 |
| 2  | Liu Zhening  | S/O   | 1999             | Cina                 |
| 3  | Lou Jialin   | L     | 2 marzo 1992     | Cina                 |
| 4  | Gu Xinwei    | S/O   | 22 maggio 1991   | Cina                 |
| 5  | Zhang Yichan | S     | 11 febbraio 1991 | Cina                 |
| 6  | Zhu Huijing  | C     | 6 marzo 1988     | Cina                 |
| 7  | Qin Siyu     | S/O   | 2 maggio 1994    | Cina                 |
| 8  | Zhang Lei    | S/O   | 11 gennaio 1985  | Cina                 |
| 9  | Yang Jie     | S     | 1º marzo 1994    | Cina                 |
| 10 | Xu Jiujing   | C     | 13 luglio 1995   | Cina                 |
| 11 | Cui Ziting   | C     | 19 febbraio 1996 | Cina                 |
| 12 | Sarah Pavan  | S/O   | 16 agosto 1986   | Canada               |
| 13 | Liu Zeyu     | C     | 16 luglio 1999   | Cina                 |
| 14 | Ji Xiaochen  | P     | 2 agosto 1994    | Cina                 |
| 15 | Ma Yunwen    | C     | 19 ottobre 1986  | Cina                 |
| 16 | Bian Yuqian  | P     | 14 giugno 1990   | Cina                 |
| 18 | Senna Ušić   | S     | 14 maggio 1986   | Croazia              |
| 19 | Xie Yue      | S     | 25 giugno 1995   | Cina                 |
| 20 | Ma Danni     | C     | 10 febbraio 1998 | Cina                 |

## Palmarès
- Campionato cinese: 5

1996-97, 1997-98, 1998-99, 1999-00, 2000-01
- Coppa AVC per club: 2

2000, 2001

## Denominazioni precedenti
- ?-2014: Shanghai Nuzi Paiqiu Dui